# Gustave Janicot
Pour les articles homonymes, voir Janicot.
Gustave Janicot, né le 19 mars 1830 à Paris et mort le 18 février 1910 dans sa ville natale, est un journaliste royaliste français, directeur de La Gazette de France entre 1861 et 1910.

## Biographie
Issu d'une famille limousine mais né à Paris le 19 mars 1830, Léonard Jean Gustave Janicot est le fils de Marie-Louise Faccioli (17..-1871), originaire de Vénétie, et de Léonard Janicot (1778-1862), ancien soldat de la Grande Armée (nommé chevalier de la Légion d'honneur le 1er mai 1851).
Élève du pensionnat des Frères des écoles chrétiennes à Passy, Gustave Janicot est placé à l'âge de seize ans auprès de l'abbé Genoude, directeur de La Gazette de France, qui l'emploie comme secrétaire. Après la mort de Genoude, Janicot conserve son poste auprès d'Honoré de Lourdoueix, nouveau directeur du journal légitimiste, qui permet au jeune homme de signer ses premiers articles en 1850. Quelques années plus tard, Janicot succède à Joseph Brisset en tant que rédacteur du bulletin quotidien de la Gazette.

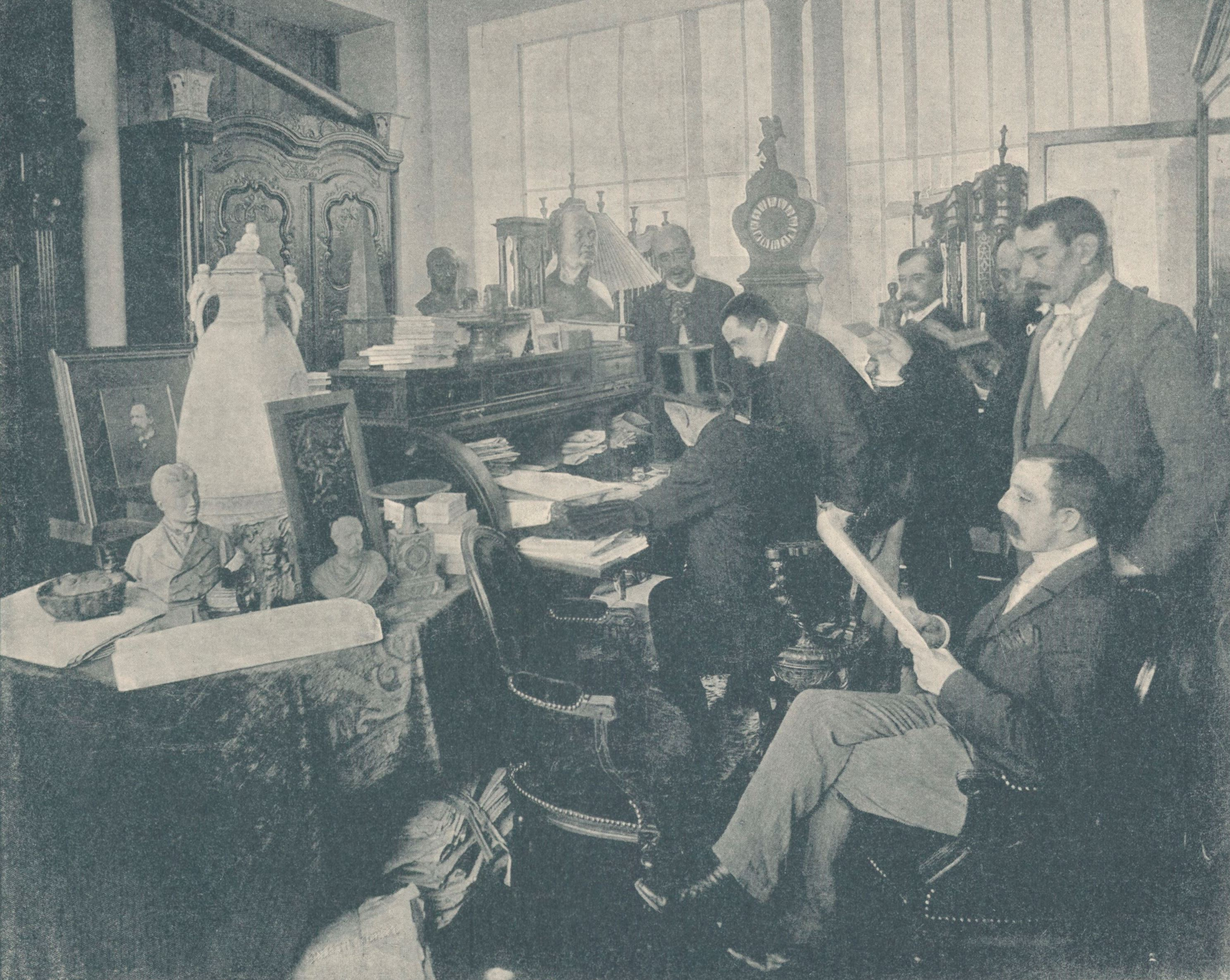
Janicot à son bureau, entouré de rédacteurs de la Gazette (1894).

En mars 1861, Janicot remplace Paul de Lourdoueix, démissionnaire pour raisons de santé, à la direction du plus ancien journal de France, dont il devient le propriétaire en 1875. Outre des articles de fond et des « premiers-Paris », qu'il signe de son nom, il y rédige également quelques articles de critique dramatique sous le nom de plume d’Edmond Rack.
Entre 1875 et 1879, il préside le Syndicat de la presse parisienne.
Royaliste intransigeant, Gustave Janicot désapprouve les tractations de son parti avec le général Boulanger à la fin des années 1880.
En mai 1900, il encourage Charles Maurras à mener son Enquête sur la monarchie.
Atteint par l'âge et la maladie, qui l'éloignent de la direction de la Gazette vers 1909, Gustave Janicot meurt le 18 février 1910 en son domicile du no 24 de la place Malesherbes. Placé provisoirement dans un caveau de l'église Saint-Charles-de-Monceau, où les obsèques ont lieu le 23 février, son corps est ensuite inhumé dans une sépulture familiale au cimetière Notre-Dame de Versailles.